# L'estate di Kikujiro
L'estate di Kikujiro (菊次郎の夏?, Kikujirō no natsu) è un film del 1999, scritto e diretto da Takeshi Kitano.
Presentato in concorso al 52º Festival di Cannes il 20 maggio 1999, è uscito in patria il 5 giugno e in Italia il 3 dicembre dello stesso anno.

## Trama
Il piccolo Masao è un bambino che vive a Tokyo con la nonna. Quando arrivano le vacanze estive, Masao rimane solo in città e decide di andare alla ricerca della madre, che non vede da molto tempo e di cui non ha più notizie certe. Viene accompagnato nel suo viaggio da un amico di famiglia, che però decide di andare prima a giocare alle corse in bicicletta, portando sempre il bambino con sé. Quando i due arrivano finalmente dalla madre del bambino, scoprono che la signora ha un'altra famiglia: Masao torna quindi a casa dalla nonna, avendo nel frattempo stretto amicizia con questo strano signore.

## Colonna sonora
La colonna sonora è stata composta da Joe Hisaishi e raccolta nell'album omonimo Kikujiro, prodotto dalla Polydor K. K. e comprendente 12 tracce.

## Curiosità
- Kikujiro è il nome del padre di Takeshi Kitano.

## Riconoscimenti
- Awards of the Japanese Academy 2000
  - Miglior colonna sonora (Joe Hisaishi)
  - Miglior attrice non protagonista (Kayoko Kishimoto)
- Semana Internacional de Cine de Valladolid 1999
  - Premio per il miglior attore (Takeshi Kitano)
  - Premio FIPRESCI